# Меране
Меране (њем. Meerane) град је у њемачкој савезној држави Саксонија. Једно је од 33 општинска средишта округа Цвикау. Према процјени из 2010. у граду је живјело 16.517 становника. Посједује регионалну шифру (AGS) 14524190.

## Географски и демографски подаци
Меране се налази у савезној држави Саксонија у округу Цвикау. Град се налази на надморској висини од 253 метра. Површина општине износи 19,8 km². У самом граду је, према процјени из 2010. године, живјело 16.517 становника. Просјечна густина становништва износи 836 становника/km².

## Међународна сарадња
| Мјесто     | Држава    | Врста сарадње | Од    |
| ---------- | --------- | ------------- | ----- |
|            | Француска | контакт       | 2000. |
|            | Словачка  | контакт       | 2000. |
| Сенегалија | Италија   | контакт       | 2000. |
| Извор      |           |               |       |